# Lissonota schmiedeknechti
Lissonota schmiedeknechti là một loài tò vò trong họ Ichneumonidae.